# Luis Brunetto
Luis Antonio Brunetto (Rosario, 27 de octubre de 1901 - Temperley, 8 de mayo de 1968) fue un atleta argentino especializado en pruebas de saltos, consiguió sus mejores resultados en la prueba de salto triple, en la que consiguió una medalla de plata en los Juegos Olímpicos de París 1924, la primera obtenida un atleta sudamericano. Su marca (15,425 m) fue récord olímpico, permaneciendo como récord sudamericano hasta 1951 y como récord argentino hasta 1975.

## Medalla de plata en los Juegos Olímpicos de 1924

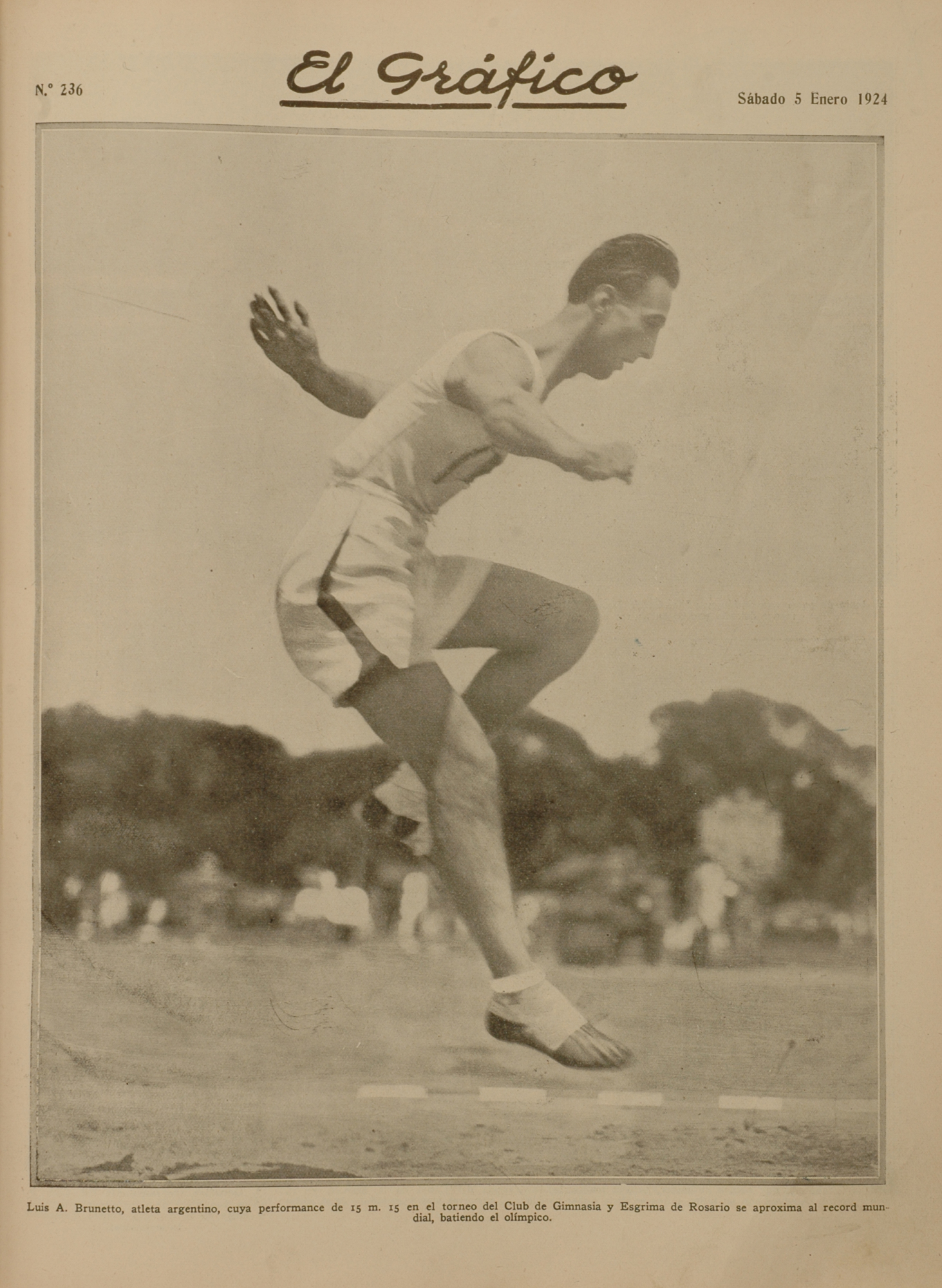
Luis Alberto Brunetto en 1924.

Luis Brunetto ha pasado a la historia por haber obtenido la medalla de plata en los Juegos Olímpicos de París 1924, los primeros en los que participó Argentina. 
La prueba de salto triple se realizó el 12 de julio de 1924, en el estadio de Colombes. Brunetto tenía 23 años. Ese mismo día, el equipo argentino de polo jugó su último partido contra Francia, obteniendo la medalla de oro. Hasta ese momento, la situación respecto de las marcas en salto triple eran las que expresa el siguiente cuadro:
| Récord mundial  | 15,52 m | Daniel Ahearn   | Nueva York (EE. UU.)             | 30 de mayo de 1911  |
| Récord olímpico | 14,92 m | Timothy Ahearne | Juegos Olímpicos de Londres 1908 | 25 de julio de 1908 |

Brunetto llegaba a los Juegos con una mejor marca de 14,64 metros que había señalado en el Campeonato Sudamericano realizado en San Isidro ese mismo año. Por su lado, el australiano Anthony ("Nick") Winter, quien ganaría la prueba, tenía como antecedente haber logrado 15,15 metros pero tres años antes; inicialmente no integraba la delegación de su país y fue incorporado a último momento. 
La prueba de salto triple, se desarrolló en dos grupos iniciales de clasificación, pasando las seis mejores marcas a la final que se completó ese mismo día. En su primer salto durante la clasificación, Brunetto marcó 15,425 metros, nuevo récord olímpico y uno de los pocos que ha obtenido el deporte argentino.
Ya en la final, en el último salto Nick Winter marcó 15,525 metros, diez centímetro más que la marca del argentino, estableciendo un nuevo récord olímpico y mundial y desplazando a Luis al segundo lugar con medalla de plata. El último salto de Brunetto fue polémicamente anulado, cuando había superado evidentemente su marca anterior. Tercero quedó el finlandés Vilho Tuulos, medalla de oro en 1920, con 15,37 metros. Luego se ubicaron Väinö Rainio (15,01), de Finlandia, Folke Jansson (14.97) de Suecia y Mikio Oda (14,35) de Japón.
La serie de intentos de Brunetto fue la siguiente: 
- Grupo de clasificación

1. 15,425
2. 14,80
3. nulo

- Final

1. 15,20
2. 14,78
3. nulo

En París, Brunetto también había participado en la prueba de salto en largo, sin calificar para medalla. Su marca en salto triple, fue récord sudamericano hasta 1951, cuando la superó Adhemar Ferreira da Silva, varias veces recordista mundial. Asimismo permaneció como récord argentino hasta 1975, cuando lo mejoró Emilio Mazzeo en la altitud de Ciudad de México.

## Trayectoria

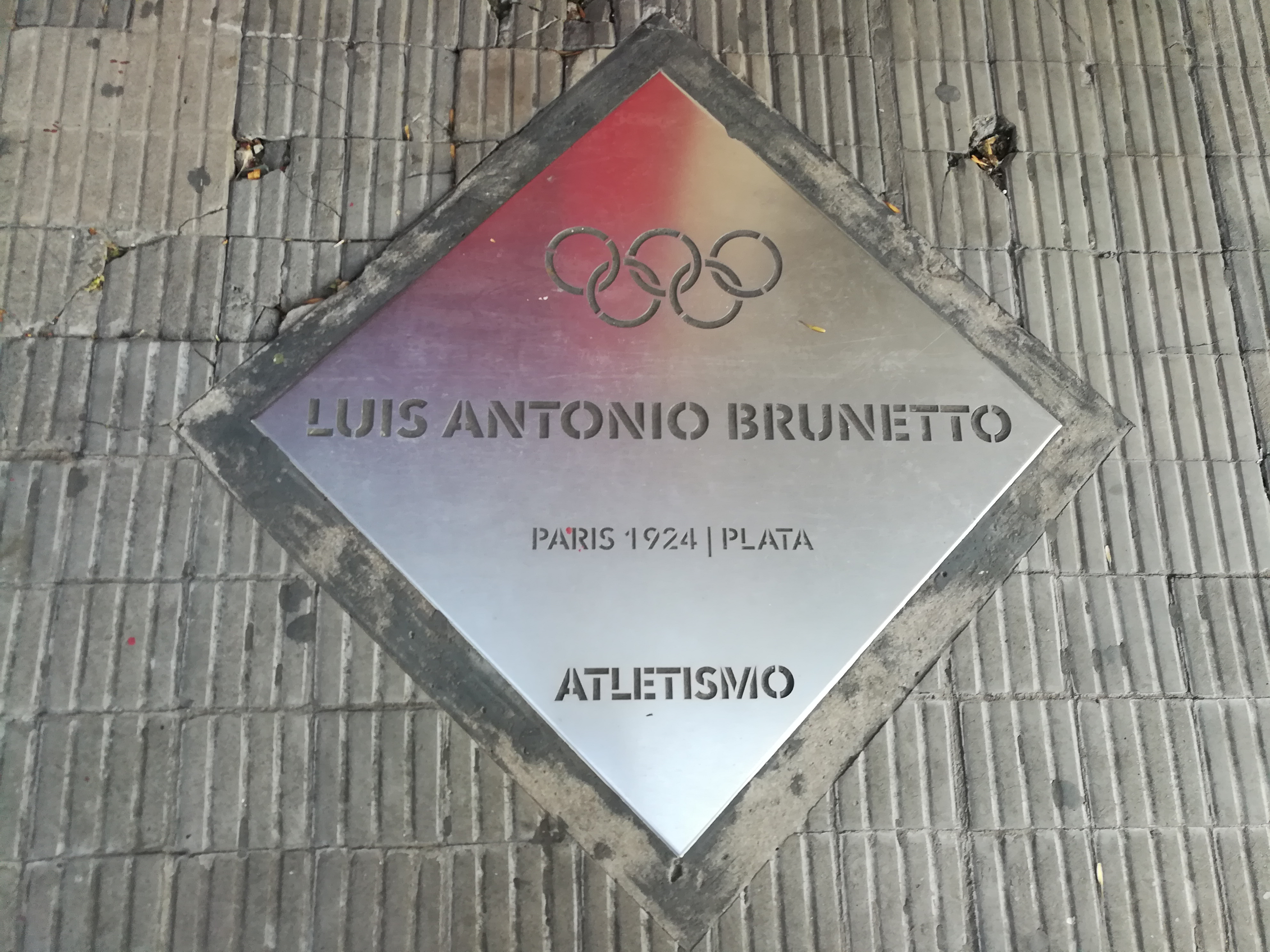
Placa homenaje a Brunetto en el Paseo de los Olímpicos de Rosario.

Brunetto se destacó en el deporte argentino desde que era muy joven en salto triple y salto en largo. Ganó tres campeonatos nacionales de salto triple, incluyendo el de 1921, en los que marcó 12,88 metros, derrotando a Guillermo Newbery. Un año después volvió a ganar con 13,54 metros, y en 1924, repitió el triunfo con 14,73 metros. 
También en salto triple ganó cinco campeonatos sudamericanos consecutivos: 14.64 en 1924 en San Isidro, 15.10 en 1926 en Montevideo, 14.64 en 1927 en Santiago de Chile, 14.77 en 1929 en Lima y 14.23 en 1931 en Buenos Aires. En 1924 fue subcampeón sudamericano de salto en largo. En esta especialidad su mejor marca fue 7,08 metros, obtenida el 9 de noviembre de 1930, lo que constituyó récord argentino. 
Retirado de las competiciones, siguió ligado al ambiente atlético de Rosario como juez y dirigente. 
Murió en la localidad bonaerense de Temperley, el 8 de mayo de 1968.[cita requerida]

## Memoria
La pista del Parque Municipal de Lomas de Zamora, partido en el que se encuentra la localidad de Temperley de la que fue vecino varias décadas, lleva su nombre, Desde 2001, la pista de solado sintético del Estadio de Rosario fue también rebautizada con su nombre. En ella, todos los años, se desarrolla el torneo de atletismo "Luis Brunetto", en su homenaje, uno de los más importantes del país y del que participan atletas de todo el mundo.